# W każdą pogodę
W każdą pogodę – polski film obyczajowy z 1969 roku w reżyserii Andrzeja Zakrzewskiego.

## Obsada
- Damian Damięcki – Stefan Loryniec
- Wieńczysław Gliński – kapitan
- Mieczysław Czechowicz – starszy marynarz – kucharz Paparagazzi "Papa"
- Aleksander Fogiel – bosman Jan Pąk
- Mieczysław Stoor – Jaskóła
- Ewa Pokas – kierowca Krysia
- Ewa Szykulska – Ewa, dziewczyna Stefana
- Tadeusz Schmidt – kierowca